# Martins Trailer Court
Martins Trailer Court est une communauté située dans la province d'Alberta, dans le sud-ouest.